# Isabel Varell

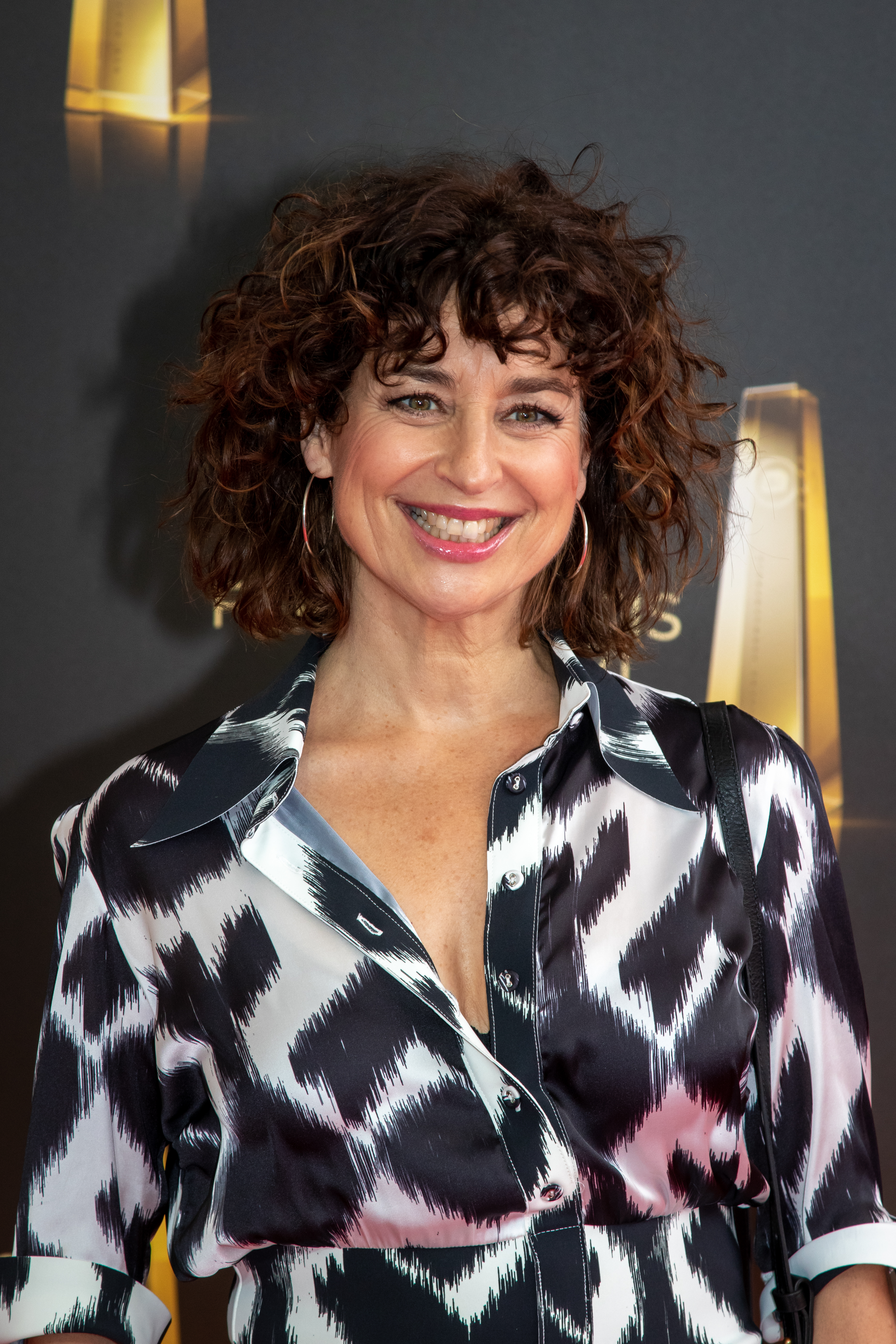
Isabel Varell beim Deutschen Fernsehpreis 2021

Isabel Varell (* 31. Juli 1961 in Kempen als Isabel Wehrmann) ist eine deutsche Sängerin, Schauspielerin, Musicaldarstellerin und Fernsehmoderatorin.

## Leben
Isabel Varell besuchte das Goethe-Gymnasium Düsseldorf und das Luisen-Gymnasium Düsseldorf. Von beiden Schulen wurde sie Ende der 1970er Jahre, nach ihrer mittleren Reife, verwiesen.
Von 1989 bis 1991 war Varell mit dem deutschen Sänger, Komponisten und Musikproduzenten Drafi Deutscher (1946–2006) verheiratet. Im August 2015 heiratete sie in zweiter Ehe den Fernsehregisseur Pit Weyrich, mit dem sie seit 2008 liiert war. Im April 2016 erschien ihre Autobiografie Mittlere Reife: Aus meinem Leben. Im Juli 2021 erschien eine weitere Autobiografie Die guten alten Zeiten sind jetzt: Wie ich das Leben jeden Tag neu erfinde (Piper-Verlag).

## Karriere

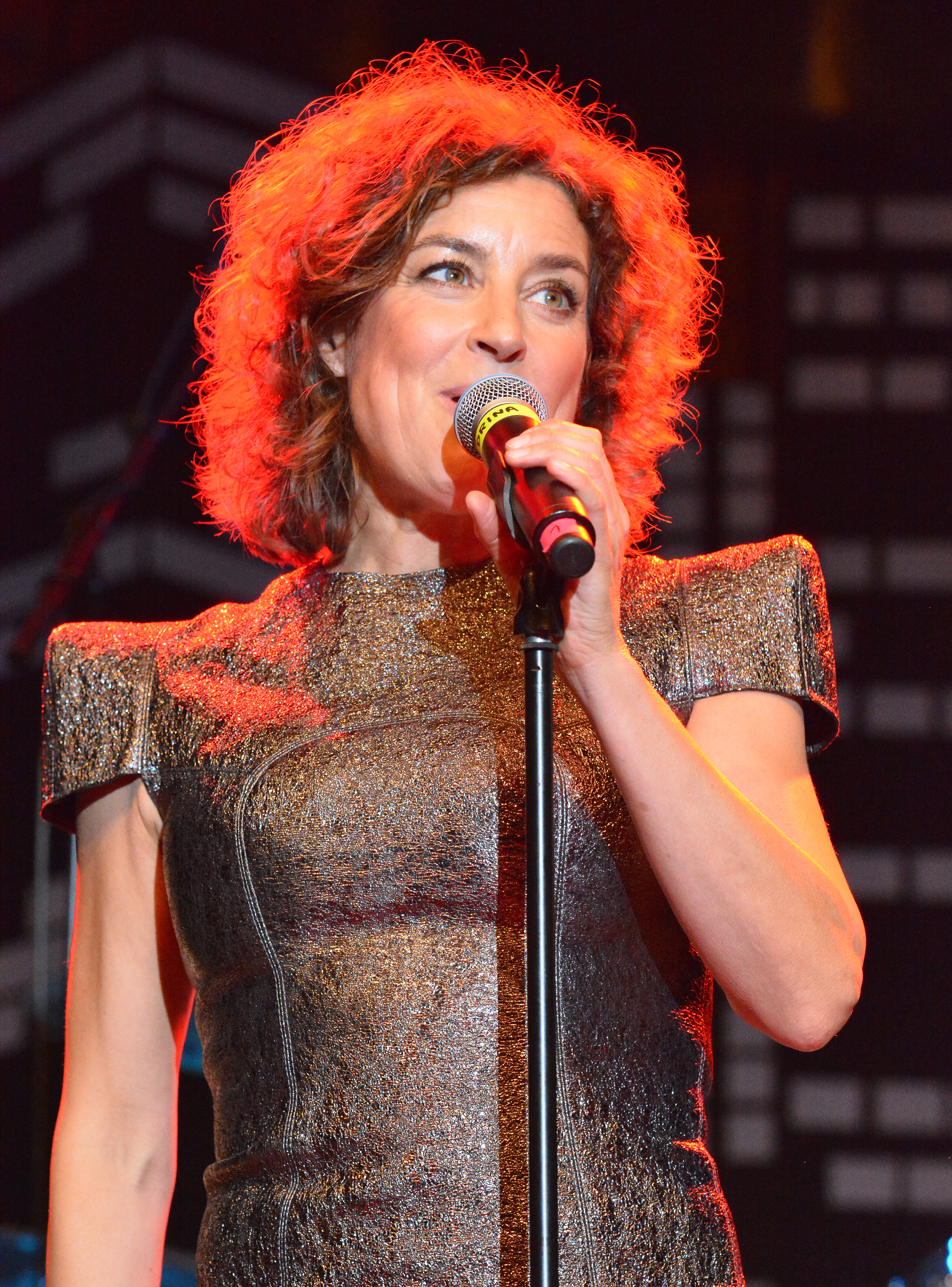
Isabel Varell (2014)

Mit 13 Jahren hatte Varell ihren ersten Auftritt bei einem Talentwettbewerb. 1980 belegte sie den dritten Platz unter 6000 Teilnehmern bei einem Nachwuchswettbewerb von Radio Luxemburg und wurde 1981 vom Musikproduzenten Jack White gefördert, der im selben Jahr ihre erste Single für Ariola produzierte: Ich kämpf um dich, eine Coverversion des Eric-Carmen-Hits It Hurts Too Much. Zwei Jahre später folgte ihr Debütalbum Baby Rock’n’Roll, ebenfalls eine Jack-White-Produktion. 1984 hatte Varell ihren ersten Erfolg mit Verträumt, mit dem sie 1984 die Goldene Europa als beste Nachwuchssängerin erhielt. Die englische Fassung Tonight sang Marlene Ricci. In der 1987 laufenden Kinderserie Hals über Kopf sang Isabel Varell das Titellied Oh Schreck, oh Schreck, das Kind ist weg …
In der Juli-Ausgabe des deutschen Playboy 1982 erschienen Aktfotos von ihr. Als Schauspielerin war sie 1985 im ARD-Zehnteiler Das Rätsel der Sandbank, zu dem sie auch das Titellied sang, neben Gunnar Möller als dessen Tochter Clara in der weiblichen Hauptrolle zu sehen. Der Musiker Drafi Deutscher komponierte für sie den Titel Melodie d’amour, mit dem sie bei der deutschen Vorentscheidung zum Eurovision Song Contest 1990 den sechsten Platz belegte. Deutscher produzierte ihre Singles Indestructible Love und Geh’ nicht vorbei. Ende der 1990er Jahre trat Isabel Varell in Musical-Hauptrollen (Pico und Slice of Saturday) auf Hamburger Bühnen auf.
1997 war Varell neben Carlo von Tiedemann Moderatorin der Aktuellen Schaubude auf N3. 1998 folgte die Comedy-Serie Varell & Decker im ZDF. Im selben Jahr stand sie für die Serie Gisbert des WDR zusammen mit Hape Kerkeling vor der Kamera. Von 2002 bis 2007 war sie mit ihrem Partner Christian Heckelsmüller in ihrem Musik-Comedy-Liveprogramm Mir ist ganz komisch unter Kerkelings Regie auf Kleinkunstbühnen zu sehen. Von 2002 bis 2004 war sie die Co-Moderatorin von Guido Cantz in der ZDF-Sendung Karnevalissimo. Im Herbst 2004 nahm sie an der zweiten Staffel der RTL-Reality-Show Ich bin ein Star – Holt mich hier raus! teil und belegte den zweiten Platz. Eine Zeit lang war sie bei Call-in-Gewinnspielen auf 9Live zu sehen und moderierte ab dem 7. März 2005 die 45-minütige Abendshow der Sendung Geld unters Volk. Von 2009 bis 2010 spielte Varell die Rolle der Andrea Weller in der ARD-Telenovela Rote Rosen. Von 2010 bis 2011 war sie in der ZDF-Telenovela Lena – Liebe meines Lebens als Linda Behrendt zu sehen.
In der ARD-Sendung Verstehen Sie Spaß? wirkte sie 2012 als Lockvogel mit und legte Eckart von Hirschhausen in dessen eigener Talkshow herein. In dem Popmusical Cinderella übernahm sie auf der Tour 2012/2013 die Rolle der Fee Jolanda. Von 2012 bis 2016 moderierte sie gemeinsam mit dem HR-Moderator Dieter Voss die TV-Musiksendung des Hessischen Rundfunks Schlagerparty. Ab Februar 2016 moderierte sie die Sat.1-Sendung Ganz in Weiß mit vier Folgen. Von Mai 2018 bis Dezember 2023 moderierte sie mit wechselnden Kollegen das Servicemagazin Live nach neun im Ersten. Von Juni 2018 bis August 2019 übernahm Varell an der Seite von Christina Petersen als deren Serienmutter die Rolle der Linda Schneider in der ARD-Krankenhausserie In aller Freundschaft. In den Jahren 2020 und 2023 hatte sie Gastauftritte in der Serie. Seit 2024 spielt sie die Rolle der Inga Hambacher in der Sat.1-Telenovela Für alle Fälle Familie.

## Diskografie

### Alben
- 1983: Baby Rock’n’Roll
- 1999: Nur nicht aus Liebe weinen
- 2002: Heut’ ist mein Tag
- 2008: Königin der Nacht
- 2009: Alles Ansichtssache
- 2011: Alles neu
- 2013: Da geht noch was
- 2018: Lieblingsschlager (Compilation)
- 2018: Kann denn Liebe Sünde sein? (Compilation)
- 2020: Eine Tasse Tee

### Singles
- 1981 Ich kämpf um dich
- 1982 Rock’n’Roll geht los
- 1982 Lüg mich an
- 1982 Voyeur
- 1983 Baby Rock’n’Roll
- 1984 Verträumt
- 1985 Die Sonne geht auf
- 1986 Tonight
- 1987 Golden Boy
- 1988 The spirit of the heart
- 1989 Indestructible Love
- 1990 Melodie d’amour
- 1990 Geh nicht vorbei
- 1991 There was a Time
- 1993 Frauen, die lieben
- 1994 Es gibt ein Danach
- 1996 Diese Nacht soll nie enden
- 1997 Niemand sieht die Tränen
- 1998 Nie wieder ohne dich
- 1999 Nur nicht aus Liebe weinen
- 1999 Kann denn Liebe Sünde sein (mit Hape Kerkeling)
- 1999 Liebe kommt, Liebe geht
- 2000 Bleib doch heute Nacht
- 2002 Schwindlig vor Liebe
- 2002 Du-nur-du-nur-du
- 2002 Ich frier ohne dein Licht
- 2007 Bye Bye Baby
- 2008 Königin der Nacht (Promo)
- 2008 Liebes Universum (Promo)
- 2008 Nobody’s perfect (Promo)
- 2009 Ich mag das (Promo)
- 2009 Ich bin viel zu gerne Single (Promo)
- 2009 Nachts (Remix) / Wenn Liebe neu beginnt
- 2010 Ich werd’ den Teufel tun (Promo)
- 2010 Spaghetti Bolognese 2010 (Promo)
- 2010 Nie mehr (Wieder) 2010 (Promo)
- 2011 In der Rue Lamarck (Promo)
- 2011 Es ist nicht leicht, Prinzessin zu sein
- 2011 Den Wind im Gesicht (Promo)
- 2011 Menschen im Café (Promo / Download Single)
- 2011 Die ganze Welt (im Licht erhellt) (Promo / Download Single)
- 2012 Heller Mond (Promo)
- 2012 Mit Schuld (Promo)
- 2012 Mitten im Winter ist Weihnachten (Download Single)
- 2013 Alla Bella Vita (Promo)
- 2013 Da geht noch was (Promo)
- 2013 Wir wär’n so gern im Kaufhaus eingesperrt (mit Birgit Schrowange) (Download Single)
- 2013 Mitten im Winter ist Weihnachten (Promo)
- 2014 Wirf ein Puzzle in den Himmel (Promo)
- 2014 Good bye Johnny (Promo)
- 2015 Ich habe Zeit (Promo / Download Single)
- 2015 Verliebt ins Leben (Promo / Download Single)
- 2016 Für immer ein Kind (Promo / Download Single)
- 2016 Regentag (Promo / Download Single)
- 2017 Lass uns feiern (Promo / Download Single)
- 2018 Als wär ich wieder 14 (Promo / Download Single)
- 2019 Es muss nicht einfach sein (Promo / Download Single)
- 2019 Frei und verrückt (Promo / Download Single)
- 2019 Teile dein Glück(Promo / Download Single)
- 2020 Leichtigkeit (Promo / Download Single)
- 2020 Mrs Alice Morrison (Promo / Download Single)
- 2020 Schuldig (Promo / Download Single)
- 2023 Ich tanz den Tango ganz allein (Download Single)
- 2024 Böhmermann ist schuld (Jan Böhmermann feat. Isabel Varell und die Jadebuben)[12]

Quelle:

## Filmografie (Auswahl)
als Schauspielerin:
- 1984: Das Rätsel der Sandbank (Fernsehserie)
- 1987: Ein Fall für zwei (Fernsehserie, Folge 54: Lebenslänglich für einen Toten)
- 1987: Frankobella (Fernsehshow)
- 1990: Ein Schloß am Wörthersee (Adel verpflichtet zu nichts)
- 1995: Nich’ mit Leo
- 1996: Willi und die Windzors
- 1997: Ein Fall für zwei (Fernsehserie, Folge 150: Tödliche Zinsen)
- 1999: Gisbert (Fernsehserie)
- 2009–2010: Rote Rosen (Fernsehserie)
- 2010–2011: Lena – Liebe meines Lebens (Fernsehserie)
- 2012: Rosamunde Pilcher: Das Geheimnis der weißen Taube (Fernsehreihe)
- 2013: Ein Fall für die Anrheiner (Fernsehserie, Folge Falsche Wahrheit)
- 2015: Alles was zählt (Fernsehserie, Folge Schlau macht Reich)
- 2018–2019, 2020, 2023: In aller Freundschaft (Fernsehserie)
- 2023: Kreuzfahrt ins Glück – Hochzeitsreise nach Ligurien (Fernsehreihe)
- seit 2024: Für alle Fälle Familie (Fernsehserie)

als Moderatorin:
- 1997: Aktuelle Schaubude mit Co-Moderator Carlo von Tiedemann
- 2002–2004: Karnevalissimo mit Co-Moderator Guido Cantz
- 2005: Geld unters Volk
- 2012–2016: Schlagerparty mit Co-Moderator Dieter Voss
- 2016: Ganz in Weiß
- 2018–2023: Live nach neun, mit wechselnden Co-Moderatoren

## Bibliografie
- 2016: Mittlere Reife – Aus meinem Leben (Piper)
- 2021: Die guten alten Zeiten sind jetzt – Wie ich das Leben jeden Tag neu erfinde (Piper)